# Campuloclinium
Campuloclinium, rod glavočika, dio tribusa Eupatorieae. Postoj i16 vrsta.

## Opis
Rod Campuloclinium bi bio uključen u široko ograničen Eupatorij na temelju njegovih 5 rebrastih cipsela koje imaju papus od čekinja. Rod se razlikuje po svojim golim stilovima i vrlo zaobljenim do stožastim receptakulima, a posebno je karakterističan po tome što ima izdužene cipsele s uskom bazom i istaknutim karpopodijem koji se pričvršćuje na malu izbočinu iz receptakula.
Vrste Campuloclinium prvenstveno se pojavljuju u Brazilu, a postoji jedna vrsta, C. macrocephalum, koja je postigla široku rasprostranjenost u sjevernoj Južnoj Americi, Srednjoj Americi i sve do Meksika.

## Vrste
1. Campuloclinium alternifolium Gardner
2. Campuloclinium arenarium Gardner
3. Campuloclinium burchellii (Baker) R.M.King & H.Rob.
4. Campuloclinium campuloclinioides (Baker) R.M.King & H.Rob.
5. Campuloclinium chlorolepis (Baker) R.M.King & H.Rob.
6. Campuloclinium eiteniorum R.M.King & H.Rob.
7. Campuloclinium hatschbachii H.Rob.
8. Campuloclinium hickenii (Cabrera & Vittet) R.M.King & H.Rob.
9. Campuloclinium hirsutum Gardner
10. Campuloclinium irwinii R.M.King & H.Rob.
11. Campuloclinium macrocephalum (Less.) DC.
12. Campuloclinium megacephalum (Baker) R.M.King & H.Rob.
13. Campuloclinium parvulum (Glaz. ex B.L.Rob.) R.M.King & H.Rob.
14. Campuloclinium purpurascens (Baker) R.M.King & H.Rob.
15. Campuloclinium riedelii (Baker) R.M.King & H.Rob.
16. Campuloclinium scabrum (Klatt) J.Calvo & Roque